# Clinus woodi
Clinus woodi är en fiskart som först beskrevs av Smith, 1946.  Clinus woodi ingår i släktet Clinus och familjen Clinidae. Inga underarter finns listade i Catalogue of Life.